# Rio Xaya
Rio Xaya é um rio centro-americano da Guatemala.